# Branson (Misuri)

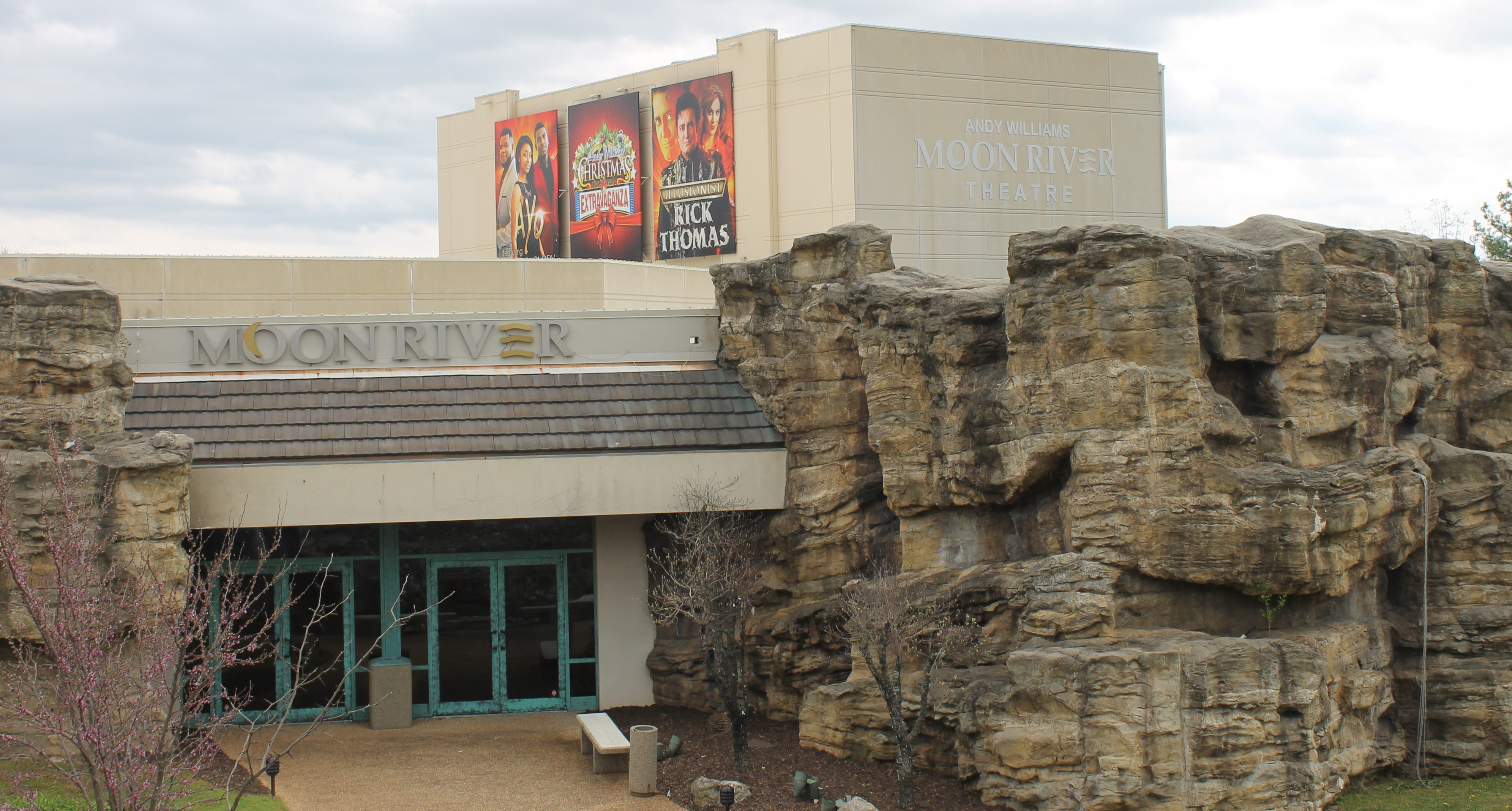
Teatro Moon River, fundado por Andy Williams

Branson es una ciudad situada en los condados de Taney y Stone, Misuri, Estados Unidos. Según el censo de 2020, tiene una población de 12 638 habitantes.
La mayoría de la ciudad está en el condado de Taney. Solo una pequeña porción al oeste se extiende hacia el condado de Stone.
Está ubicada en las montañas Ozark. Fue nombrada en honor a Rueben Branson, encargado de la oficina de correos y operador de una tienda de ramos generales (general store) en el área en los años 1880.
Los teatros abiertos a lo largo del County 76 Boulevard han incrementado la popularidad de Branson como destino turístico. La ciudad dispone de 57 000 localidades de teatro, más que Broadway, en Nueva York.

## Historia
En 1882, Rueben Branson abre una tienda de ramos generales y una oficina de correos en el pueblo. Branson fue formalmente fundada en 1912 y se completó la formación de la represa Powersite cerca del río White, que formaría el lago Taneycomo.
En 1894, William Henry Lynch compró la cueva Marbel (renombrada como "cueva Marvel") y comenzó a cobrar a los visitantes para verla.
La ciudad fue fundada en 1903, con la idea de generar un centro industrial en las montañas Ozark.
Harold Bell Wright publicó El pastor de las colinas, una novela ambientada en Branson, en 1907. La novela fue un best seller en los Estados Unidos y generó el interés de los turistas en visitar la ciudad. El Old Mill Theater inició sus funciones basadas en la novela en 1961. El show tuvo su temporada 61 en 2021.
En 1912, Branson fue formalmente incorporada. Poco tiempo después, la idea de Branson como una ciudad turística comenzó a echar raíces. Se construyó una planta comercial de hielo, una planta embotelladora de refrescos, una fábrica de dulces y una fábrica de helados cerca de la costa.
En 1949, Hugo y Mary Herschend alquilaron la cueva Marvel durante 99 años y empezaron a organizar bailes en ella. Ese mismo año, el artista Steve Miller creó una escena de Navidad con figuras que alcanzaban 8.5 metros en la cima del Monte Branson, orientadas hacia el lago Taneycomo. Para 1953, la escena era tan popular que la Cámara de Comercio comenzó a organizar un desfile.
En 1959 se inicia la construcción de la Represa Hidroeléctrica Table Rock.
El Baldknobbers Hillbilly Jamboree Show es presentado por primera vez. El primer show se realiza en el Branson City Hall con 50 sillas desplegables.

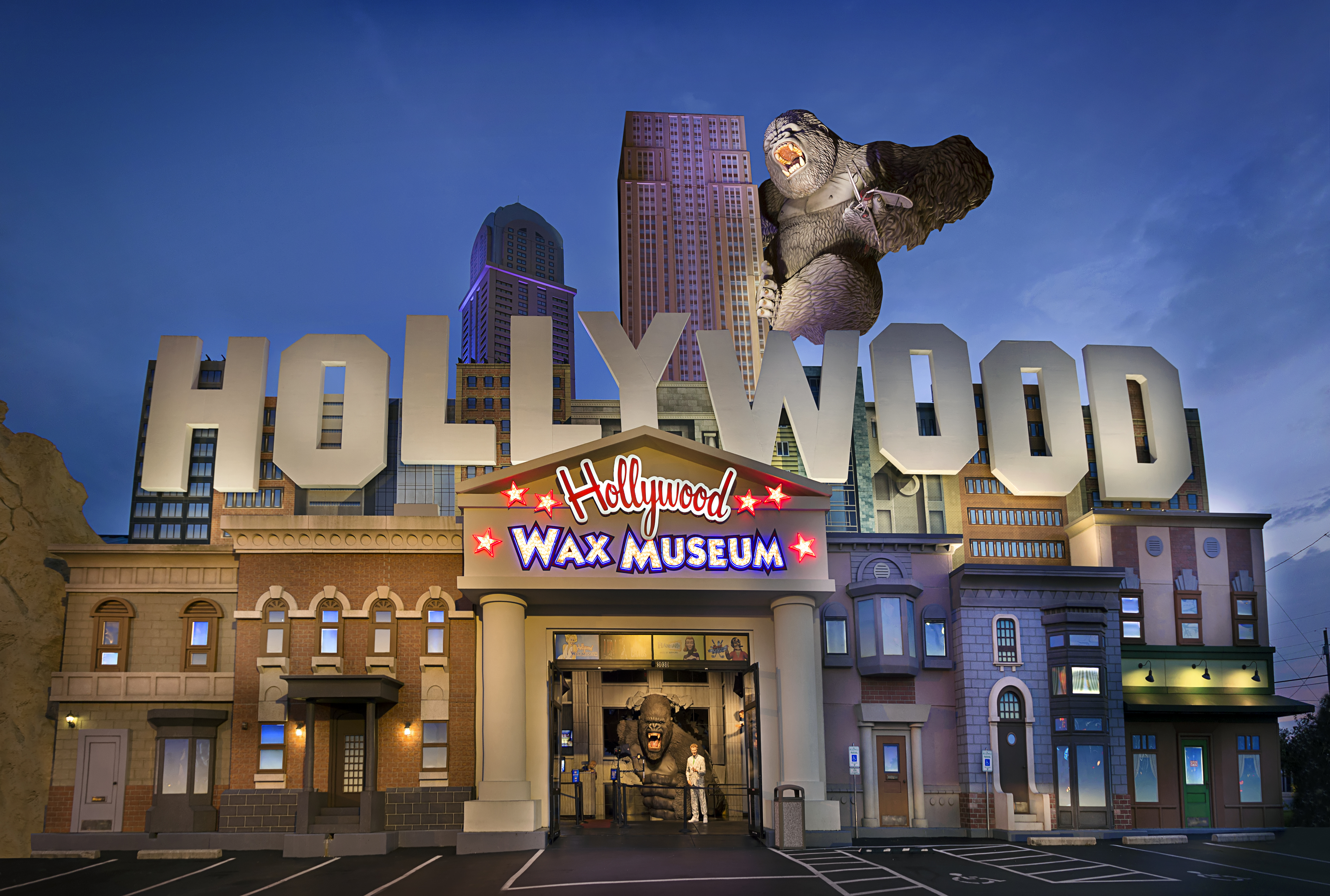
Museo de Cera Hollywood

Los Herschend abren Silver Dollar City en 1960, una atracción junto a la cueva Marvel que consistía de una recreación de un pueblo fronterizo, una iglesia y una cabaña con actores interpretando la enemistad entre los Hatfield y los McCoys. El Teatro Old Mill inicia sus primeras presentaciones de Pastor de las colinas. La familia Presley inicia un show musical en el Teatro Underground que se convertiría en Talking Rocks Cavern.
La construcción de la represa Table Rock en el río Blanco finaliza en 1963, creando el lago Table Rock.
En 1967, la familia Presley se convierte la primera en moverse al "Strip" en la Autopista 76, seguida por los Baldknobbers en 1968. Esto produciría la presencia de más de 52 teatros en el área, la mayoría de ellos en el "Strip". 
En 1983, Branson inicia su transformación con la inauguración del teatro Swiss Villa, con capacidad para 7500 asistentes, en Lampe (Misuri). Más teatros son inaugurados en la ciudad poco después de esto.

Boxcar Willie se convirtió en el primer artista con un horario permanente en Branson.

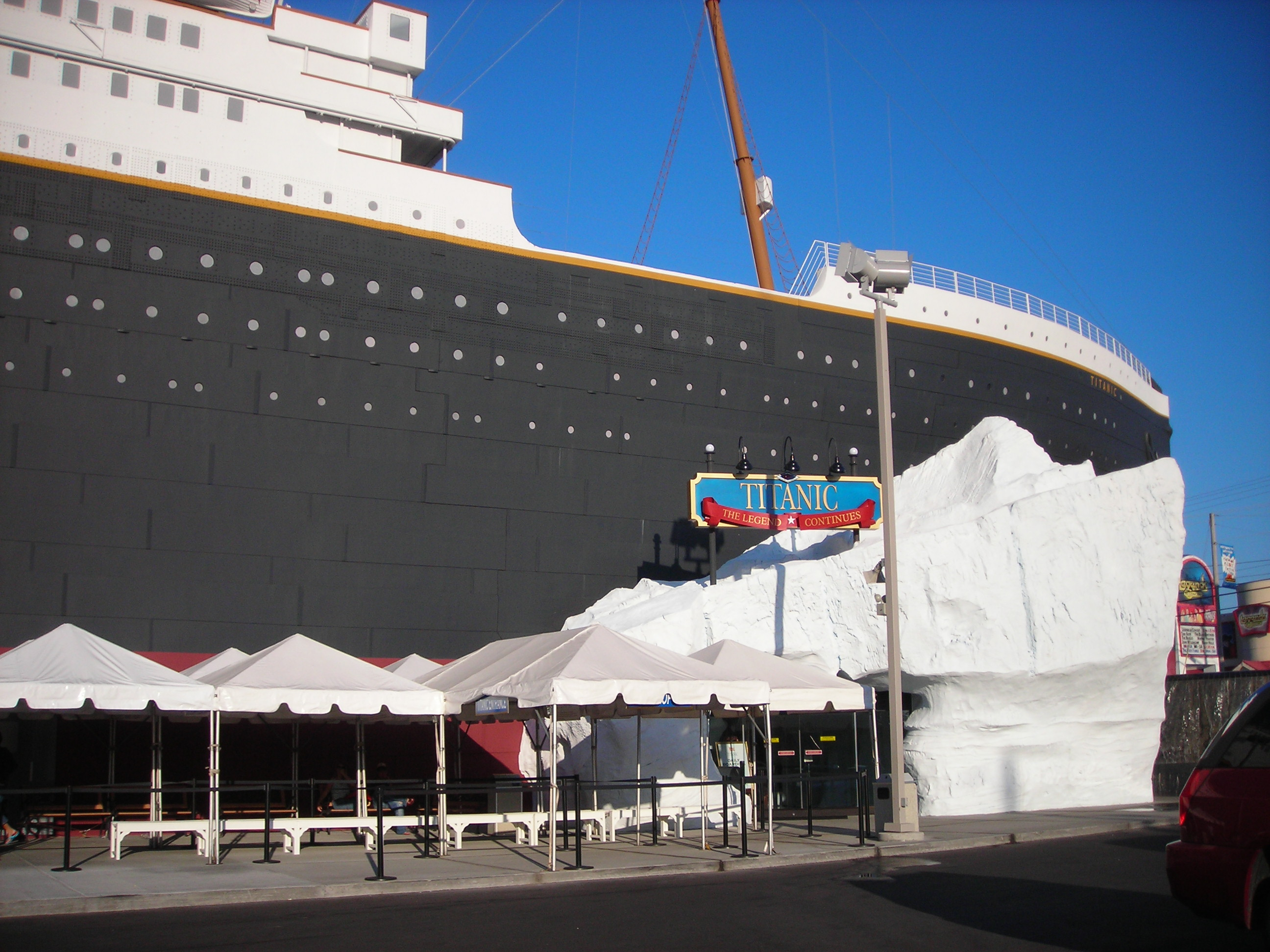
El Museo Titanic fue diseñado para parecer idéntico al verdadero Titanic, una popular atracción turística en Branson

Aunque originalmente fue planeada como un centro para el transporte de madera desde las Montañas Ozark, la ciudad empezó a convertirse en un lugar turístico en los años 1930. En la actualidad, Branson es un destino turístico de importancia en los Estados Unidos con una afamada reputación por sus teatros de música en vivo. La ciudad alberga tres parques de atracciones, así como una gran cantidad de teatros que acogen toda clase de espectáculos, desde comedias y shows de magia hasta diferentes tipos de música y bailes. Construida junto a una porción de la Autopista 76 llamada "el Strip" por su similitud con los letreros de neón de Las Vegas, Branson se ha creado su reputación como la versión familiar de su contraparte en Nevada.

## Demografía

### Censo de 2020
Según el censo de 2020, hay 12 638 personas, 4915 hogares y 1305 familias en la ciudad. La densidad de población es 229,74 hab/km². Hay 8591 viviendas, con una densidad de 156,2 por kilómetro cuadrado. El 80,57% de los habitantes son blancos; el 2,46% son afroamericanos; el 0,90% son amerindios; el 2,68% son asiáticos; el 0,09% son isleños del Pacífico; el 4,69% son de otras razas, y el 8,60% son de una mezcla de razas. Del total de la población, el 10,66% son hispanos o latinos de cualquier raza.

### Censo de 2000
Para el censo de 2000, había 6.050 personas, 2.701 hogares y 1.661 familias en la ciudad. La densidad de población era 144,4 hab/km². Había 3.366 viviendas para una densidad promedio de 80,3 por kilómetro cuadrado. De la población 94,50% eran blancos, 0,84% afroamericanos, 0,86% amerindios, 0,71% asiáticos, 0,03% isleños del Pacífico, 1,47% de otras razas y 1,59% de dos o más razas. 4,26% de la población eran hispanos o latinos de cualquier raza.
Se contaron 2.701 hogares, de los cuales 24,3% tenían niños menores de 18 años, 48,9% eran parejas casadas viviendo juntos, 9,4% tenían una mujer como cabeza del hogar sin marido presente y 38,5% eran hogares no familiares. 31,9% de los hogares eran un solo miembro y 14,1% tenían alguien mayor de 65 años viviendo solo. La cantidad de miembros promedio por hogar era de 2,21 y el tamaño promedio de familia era de 2,76.
En la ciudad la población está distribuida con 20,3% menores de 18 años, 8,2% entre 18 y 24, 24,4% entre 25 y 44, 27,0% entre 45 y 64 y 20,2% tenían 65 o más años. La edad media fue 43 años. Por cada 100 mujeres había 86,7 varones. Por cada 100 mujeres mayores de 18 años, había 83,2 varones.
El ingreso medio para un hogar en la ciudad fue de $31.997 y el ingreso medio para una familia $43.145. Los hombres tuvieron un ingreso promedio de $31.769 contra $21.223 de las mujeres. El ingreso per cápita de la ciudad fue de $20.461. Cerca de 9,7% de las familias y 12,1% de la población estaban por debajo de la línea de pobreza, 15,6% de los cuales eran menores de 18 años y 17,0% mayores de 65.